# Combpyne
Combpyne – osada w Anglii, w hrabstwie Devon, w dystrykcie East Devon. Leży 38 km na wschód od miasta Exeter i 220 km na południowy zachód od Londynu.